# 김민재 (역도 선수)
김민재(金珉在, 1983년 10월 13일 ~ )는 대한민국의 은퇴한 역도 선수이다. 2012년 하계 올림픽 역도 남자 94kg급에서 8위를 기록하였으나, 2016년 도핑 검사에서 1~4, 6, 7위가 도핑 적발로 실격되어 은메달을 승계받았다.